# Andrés Marcos Burriel
Andrés Marcos Burriel y López de Gonzalo (Buenache de Alarcón, provincia de Cuenca, 8 de diciembre de 1719-Cuenca, 19 de junio de 1762), jesuita, historiador, epigrafista y escritor ilustrado español.

## Biografía
Andrés Marcos Burriel, descendiente de una noble familia conquense, era hijo del médico Miguel Burriel y Górriz y de Ana López de Gonzalo, y hermano del importante jurista Pedro Andrés Burriel. La cómoda situación familiar le permitió estudiar en el Colegio Imperial de Madrid (1728) para pasar a hacer el noviciado en la calle Ancha de San Bernardo (1731) y en el Seminario de Letras Humanas de Villarejo de Fuentes (1733).
Más tarde estudió Filosofía en Toledo (1734) y Teología en Murcia (1739), llegando a ser Maestro de Gramática en Toledo (1742), profesor de filosofía en el Colegio Imperial (1745), director supernumerario del Seminario de Nobles de Madrid (1746) y, en 1747, de Filosofía en el Colegio Máximo de la Compañía en Alcalá de Henares, donde gozó de un retiro forzoso que le sirvió de descanso y recuperación para su frágil salud mermada por la tuberculosis.
Allí redactó el prólogo para el tomo tercero de la España Sagrada de Enrique Flórez, que constituye una auténtica loa a la Universidad de Alcalá por la que siente un gran orgullo como historiador, y donde incluye también un comentario sobre cada uno de los autores que han salido de las aulas alcalaínas, unos ciento cincuenta escritores de las más diversas materias.
Burriel había hecho voto de marchar a las misiones de California si recobraba la salud, porque además ese clima podría beneficiarlo, pero, habida cuenta de su fama de erudito, por orden de la Real Academia de la Historia y a instancias de Fernando VI, su ministro José de Carvajal y el jesuita y confesor real Francisco de Rávago eligieron al jesuita Andrés Marcos Burriel para dirigir la Comisión de Archivos (1750-56), cuya misión era, mediante un equipo de historiadores entre los que estuvo el influyente Francisco Pérez Bayer, editar de forma crítica los concilios españoles, las inscripciones, las crónicas, los fueros, los breviarios, etcétera y, sobre todo, expurgar al mismo tiempo en los archivos eclesiásticos, los documentos relativos a los derechos de regalía necesarios para amedrentar a la Curia Romana con el objeto de utilizarlos como prueba en la pugna que mantenían Iglesia y Monarquía por sus derechos, puesto que, aunque jesuita, Burriel era tanto o más regalista que el propio Juan Francisco Masdéu. Con este cometido efectuó un viaje entre los años 1749 y 1756 durante el cual recogió 13.664 documentos, de los que 4.134 eran inscripciones y 2.021 monedas. Una de sus primeras funciones fue en 1750 reordenar el archivo de la iglesia metropolitana de Toledo, acompañado de Francisco Pérez Bayer. Como epigrafista fue partidario de la transcripción directa de los textos y así, por ejemplo, al encontrarse en un manuscrito de Francisco de Alarcón (1627), Piedras de sepulcros romanos hallados en Valera de Arriba, pueblo conocido ahora como Valeria, su nombre romano, en el que se recogían más de una veintena. Fiel a sus principios metodológicos fue a comprobar las lecturas y se las comunicó a Mayáns.
Fue un importante colaborador de Enrique Flórez, al cual suministró valiosos materiales. En 1756 fue nombrado catedrático de Teología en Toledo; luego de Filosofía moral en el Colegio Imperial (1760). Pero una arbitraria disposición del nuevo secretario de estado, Ricardo Wall, quien ordenó que se enviaran a Madrid todos los papeles relacionados con la comisión que había dirigido Burriel, todos sus documentos, copias, borradores y papeles fueron a pasar a la Biblioteca Nacional de Madrid, a pesar de las protestas del erudito, quien no había podido darles una última mano ni concluir parte de sus trabajos; la mayoría eran copias de documentos mandadas realizar por él en el Archivo Capitular de Toledo y otros archivos.
Sostuvo activa correspondencia con Gregorio Mayáns y Siscar, quien le tuvo por su mayor amigo, y escribió un Informe de la imperial ciudad de Toledo (Madrid, 1758) y unas Memorias para la vida del santo rey don Fernando III. Editó, resumidas y extraídas de las Memorias del padre Miguel Venegas, la Noticia de la California y de su conquista temporal y espiritual (Madrid, 1757, 3 volúmenes en cuarto), traducida de inmediato a numerosas lenguas, en especial al inglés (Londres, 1759), y al francés (París, 1767).

## Obras impresas
- Informe de la ciudad de Toledo al Consejo de Castilla sobre igualación de pesos y medidas, 1758.
- Noticia de la California, 1758.
- Memorias de San Fernando III, 1762.
- Derechos del marqués de Aguilar. Privilegios. Noticias de los Pachecos de Alarcón, Belmonte... Biblioteca Nacional m.s 13.124.
- Hechos de los españoles en el santo concilio de Trento, publicado bajo el nombre de José Goya y Muniain